# 2546 Libitina
2546 Libitina је астероид главног астероидног појаса. Приближан пречник астероида је 15,4 ,
а средња удаљеност астероида од Сунца износи 2,600 астрономских јединица (АЈ).
Инклинација (нагиб) орбите у односу на раван еклиптике је 10,363 степени, а орбитални период износи 1532,066 дана (4,194 године). Ексцентрицитет орбите астероида износи 0,191.
Апсолутна магнитуда астероида износи 12,0 а геометријски албедо 0,118.
Астероид је откривен 23. марта 1950. године.